# Herpetogramma couteyeni
Herpetogramma couteneyi là một loài bướm đêm trong họ Crambidae.